# Список градоначальников Омска

Действующий Герб города Омска

Это список градоначальников города Омска примерно с момента его основания и вплоть до настоящего времени.

## Городской голова
Городской голова Омска избирался собранием городского общества (с 1893 г. — избирался Городской Думой и утверждался Губернатором), вместе с Городской Думой и руководил ей и Управой.
1. Бурнакин Назар ? (? — 1840 гг.) — купец 3 гильдии.
2. Николаев Николай Николаевич (1840—1844 гг.) — купец 3 гильдии.
3. ? (1844—1847 гг)
4. Богомолов Иван Иванович (1847—1852 гг.) — купец 2 гильдии.
5. Кириллов Ефим ? (1852—1855 гг.) — купец 3 гильдии.
6. Андреев Григорий Петрович (1855—1859 гг.) — купец 3 гильдии.
7. ? (1859—1865 гг)
8. Кузнецов Владимир Петрович (1865—1870 гг.) — почётный гражданин Омска.
9. Терехов Егор Акимович (1870—1873 гг.).
10. Чернавин Фёдор Леонтьевич (1873—1879 гг.) — отставной преподаватель кадетского корпуса, учёный, генерал.
11. Алфимов А. С. (1879 год) — не утверждён Акмолинским губернатором.
12. Вараксин Александр Андрианович (1879 год).
13. Маслов Василий Васильевич (1879—1882) — генерал-майор в отставке.
14. Трусов Василий Макарович (1882—1883 гг.).
15. Эзет Эдуард Иванович (1883—1891 гг.) — последний всесословно избранный голова, скончался в должности.
16. Волков Стефан Семёнович (1891—1893 гг).
17. Остапенко Николай Петрович (1893—1910 гг.) — юрист.
18. Морозов Василий Александрович (1910—1917 гг.) — статский советник.
19. Паскевич Василий Васильевич (августа — ноябрь 1917 года).
20. вакантно (ноябрь 1917 — июнь 1918 гг.).
21. Колосов Валентин Андреевич (июнь — 6 ноября 1918) — адвокат.
22. Лепко Николай Иванович (6 ноября 1918 — 14 ноября 1919 гг.) — гражданский инженер.

14 ноября 1919 года правительство Колчака в Омске пало, а вместе с ним упразднялись Городская Дума и должность Городского головы. Вплоть до выборов в Омский городской совет рабочих, крестьянских и солдатских депутатов управлением городом перешло под юрисдикцию Революционного комитета.

## Председатель Омского горисполкома
Высшим органом власти в городе был Омский городской совет рабочих, крестьянских и солдатских депутатов, который избирал Городской исполнительный комитет и его Председателя.
1. Апасов И. Д. (22 апреля — 2 июня 1920 года).
2. Косарев, Владимир Михайлович[14] (2 июня 1920 — 3 февраля 1921 гг.).
3. Попов Константин Андреевич (3 февраля 1921 — 25 февраля 1922 гг) — одновременно председатель Омского Губисполкома.
4. Полюбов, Евгений Венедиктович (1922—1923 гг.) — одновременно председатель Омского Губисполкома.
5. Грансберг, Христофор Давыдович (1923—1924 гг.) — одновременно председатель Омского Губисполкома.
6. Корнев Василий Степанович (1924—1925 гг.) — одновременно председатель Омского Губисполкома.
7. Лобанов, Яков Герасимович (1925—1928 гг) — одновременно председатель Омского Губисполкома (1925).
8. Белоус, Александр Фёдорович (1928—1931 гг).
9. Воронин, Иван Макарович (1931).
10. Токарев Александр Арефьевич (1931—1932 гг.).
11. Борисов, Петр Петрович (1932—1933 гг.).
12. Бирюков, Федор Силантьевич (1933 — май 1935 гг.) — снят с должность, репрессирован, но уже в октября оправдан и восстановлен в партии.
13. Желтовский, Ксенофонт Григорьевич (май 1935—1937 гг.).
14. Бобков, Макар Алексеевич (1937).
15. Журавлёв, Николай Михайлович (1937—1938 гг).
16. Балуев, Виктор Григорьевич (1938—1939 гг).
17. Горбунов, Андрей Алексеевич (1939—1941 гг.).
18. Черезов, Иван Васильевич (1941—1943 гг.).
19. Ремесленников, Николай Сергеевич (1943 — 13 марта 1944 гг.).
20. Кошелев Кузьма Федорович (13 марта 1944—1945 гг.).
21. Уленков, Георгий Михайлович (1945).
22. Полухин, Андрей Васильевич (1945—1946 гг.).
23. Никольский, Георгий Николаевич (1946—1947 гг.).
24. Рябов Василий Петрович (1947—1949 гг.).
25. Рождественский Николай Александрович (30 августа 1949 — 12 ноября 1958 гг.)
26. Хелмицкий Николай Аркадьевич (12 ноября 1958—1961 гг.).
27. Яковлев Иван Дмитриевич (1961—1964 гг.).
28. Бухтияров, Алексей Иванович (1964—1973 гг.)
29. Литвинчев, Иван Фёдорович (1973—1982 гг.) — покинул пост после критики Омского облисполкома, возглавляемого тогда Манякиным.
30. Глебов Юрий Яковлевич (1982— 11 апреля 1990 гг.)[15]
31. Павлов, Геннадий Александрович (11 апреля 1990 — 20 ноября 1991 гг.) — последний председатель Омского горисполкома.

## Мэр города Омска

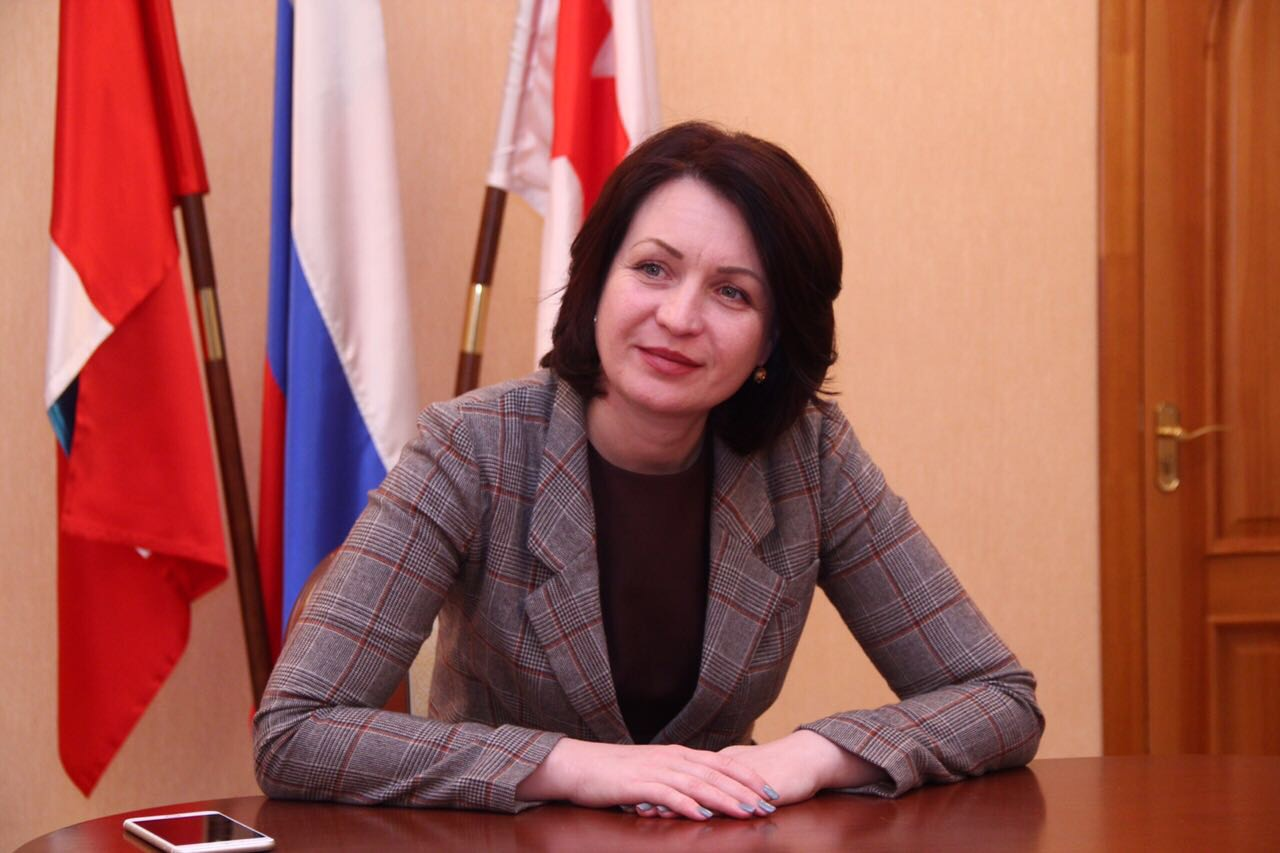
Оксана Фадина — мэр города Омска с 8 декабря 2017 года по 19 сентября 2021 года

В ноябре 1991 года должность Председателя Горисполкома была переименована в Глава Администрации города Омска, которая позже была переименована как «Мэр города Омска».
1. Шойхет Юрий Яковлевич (20 ноября 1991 — 28 января 1994 гг.) — отправлен в отставку.
2. Рощупкин Валерий Павлович (28 января 1994 — ноябрь 2000 гг.) — ушёл в отставку.
3. Белов Евгений Иванович (ноябрь 2000 — 27 марта 2005 гг.) — И.О. (с ноября 2000 по март 2001 гг.)
4. Шрейдер Виктор Филиппович (27 марта 2005 — 4 декабря 2011 гг.) — ушёл в отставку в связи с избранием депутатов Государственной Думы.
5. Вижетова Татьяна Анатольевна (4 декабря 2011 — 17 июня 2012 гг.) — И.О. мэра города Омска.
6. Двораковский Вячеслав Викторович (12 июня 2012 — 19 июня 2017 гг.) — бывший Председатель Омского городского совета, ушёл в отставку.
7. Фролов Сергей Петрович (20 июня — 8 декабря 2017 года) — И.О. мэра города Омска.
8. Фадина Оксана Николаевна (8 декабря 2017 года — 19 сентября 2021 года) ушла от в гос думу.
9. Фомин Евгений Викторович (с 19 сентября 2021 года — 12 января 2022 года) — Вр. И.О. мэра города Омска
10. Шелест Сергей Николаевич (с 12 января 2022 года — настоящее время)